# Minutaleyrodes minuta
Bọ phấn trắng nhỏ (Minutaleyrodes minuta) là một loài côn trùng cánh nửa trong họ Aleyrodidae, phân họ Aleyrodinae.
Minutaleyrodes minuta được Singh miêu tả khoa học đầu tiên năm 1931.